# Аппер-Сантен-Вілледж (Аризона)
Аппер-Сантен-Вілледж (англ. Upper Santan Village) — переписна місцевість (CDP) в США, в окрузі Пінал штату Аризона. Населення — 665 осіб (2020).

## Географія
Аппер-Сантен-Вілледж розташований за координатами 33°6′55″ пн. ш. 111°44′31″ зх. д. / 33.11528° пн. ш. 111.74194° зх. д. (33.115252, -111.741859).  За даними Бюро перепису населення США в 2010 році переписна місцевість мала площу 18,28 км², уся площа — суходіл.

## Демографія
Згідно з переписом 2010 року, у переписній місцевості мешкало 495 осіб у 128 домогосподарствах у складі 105 родин. Густота населення становила 27 осіб/км².  Було 136 помешкань (7/км²).
Расовий склад населення:
| - 96,8 % — корінних американців - 1,6 % — білих - 0,4 % — чорних або афроамериканців |

До двох чи більше рас належало 0,8 %. Частка іспаномовних становила 6,7 % від усіх жителів.
За віковим діапазоном населення розподілялося таким чином: 31,1 % — особи молодші 18 років, 62,8 % — особи у віці 18—64 років, 6,1 % — особи у віці 65 років та старші. Медіана віку мешканця становила 26,3 року. На 100 осіб жіночої статі у переписній місцевості припадало 95,7 чоловіків;  на 100 жінок у віці від 18 років та старших — 88,4 чоловіків також старших 18 років.
За межею бідності перебувало 53,0 % осіб, у тому числі 77,1 % дітей у віці до 18 років та 73,3 % осіб у віці 65 років та старших.
Цивільне працевлаштоване населення становило 110 осіб. Основні галузі зайнятості: освіта, охорона здоров'я та соціальна допомога — 51,8 %, мистецтво, розваги та відпочинок — 21,8 %, сільське господарство, лісництво, риболовля — 19,1 %.